# ژاسکو
ژاسکو (انگلیسی: JUSCO) شرکت خرده‌فروشی ژاپنی است، که در سال ۱۹۶۹ تأسیس شد.